# Liste der Baudenkmale in Bad Zwischenahn
In der Liste der Baudenkmale in Bad Zwischenahn sind die Baudenkmale der niedersächsischen Gemeinde Bad Zwischenahn und ihrer Ortsteile aufgelistet. Der Stand der Liste ist der 2. Februar 2023. Die Quelle der Baudenkmale und der Beschreibungen ist der Denkmalatlas Niedersachsen.

## Allgemein
In den Spalten befinden sich folgende Informationen:
- Lage: die Adresse des Baudenkmales und die geographischen Koordinaten. Kartenansicht, um Koordinaten zu setzen. In der Kartenansicht sind Baudenkmale ohne Koordinaten mit einem roten Marker dargestellt und können in der Karte gesetzt werden. Baudenkmale ohne Bild sind mit einem blauen Marker gekennzeichnet, Baudenkmale mit Bild mit einem grünen Marker.
- Bezeichnung: Bezeichnung des Baudenkmales
- Beschreibung: die Beschreibung des Baudenkmales. Unter § 3 Abs. 2 NDSchG werden Einzeldenkmale und unter § 3 Abs. 3 NDSchG Gruppen baulicher Anlagen und deren Bestandteile ausgewiesen.
- ID: die Objekt-ID des Baudenkmales
- Bild: ein Bild des Baudenkmales, ggf. zusätzlich mit einem Link zu weiteren Fotos des Baudenkmals im Medienarchiv Wikimedia Commons. Wenn man auf das Kamerasymbol klickt, können Fotos zu Baudenkmalen aus dieser Liste hochgeladen werden:

## Bad Zwischenahn

### Gruppe: Ammerländer Bauernhaus
Die Gruppe hat die ID 35625590. Kernanlage des Freilichtmuseum ist das „Ammerländer Bauernhaus“, dazu gehören eine Vielzahl von Gebäuden wie Speicher, Mühle, Scheune u. a.

| Lage                                       | Bezeichnung               | Beschreibung | ID       | Bild           |
| ------------------------------------------ | ------------------------- | --- | -------- | -------------- |
| Am Hogen Hagen 2 53° 11′ 1″ N, 8° 0′ 53″ O | Wohn-/ Wirtschaftsgebäude | Niederdeutsches Hallenhaus, dessen Gerüst aus zwei Häusern, die um 1700 errichtet wurden, zusammengesetzt wurde. | 35629296 |                |
| Am Hogen Hagen 2 53° 11′ 2″ N, 8° 0′ 55″ O | Bergfried                 | Vom Hof Hot in Aschhausen translozierter Speicher (Bergfried). Ständerwerk mit Ankerbalkenkonstruktion unter Satteldach. | 35629348 |                |
| Am Hogen Hagen 2 53° 11′ 2″ N, 8° 0′ 52″ O | Speicher                  | Zweistöckiger Fachwerkbau unter Satteldach. 1910 nach dem Vorbild eines Speichers in Rostrup erbaut. | 35629322 |                |
| Am Hogen Hagen 2 53° 11′ 1″ N, 8° 0′ 52″ O | Backofen                  | Lehmofen mit einem Schelf: eingegrabene Holzpfähle mit Fachwerkwänden, die ein Satteldach tragen. | 35629429 |                |
| Am Hogen Hagen 2 53° 11′ 0″ N, 8° 0′ 52″ O | Bootschelf                | Überdachter Liegeplatz | 35629401 |                |
| Am Hogen Hagen 2 53° 11′ 0″ N, 8° 0′ 57″ O | Mühle                     | Galerieholländer, zweigeschossiger oktogonaler Unterbau in Ziegelmauerwerk, höhere Galerie, Achtkant reetgedeckt, Kappe ebenfalls; Flügel, Windrose und Steert. Technische Ausstattung museal vorhanden. Ende der 1950er Jahre aus Hüllstede translozierte Windmühle. | 35629455 | Weitere Bilder |
| Am Hogen Hagen 2 53° 10′ 57″ N, 8° 1′ 1″ O | Scheune                   | | 35629375 | Weitere Bilder |
| Im Heldenhain 53° 10′ 55″ N, 8° 1′ 5″ O    | Kriegerdenkmal            | Heldenhain | 35629746 |                |

### Gruppe: Villa Wempe
Die Gruppe hat die ID 35625605.

| Lage                                         | Bezeichnung | Beschreibung                    | ID       | Bild |
| -------------------------------------------- | ----------- | ------------------------------- | -------- | ---- |
| Unter den Eichen 14 53° 11′ 2″ N, 8° 1′ 7″ O | Villa       | Villa Wempe (Haus d. Begegnung) | 35630145 |      |
| Unter den Eichen 14 53° 11′ 4″ N, 8° 1′ 6″ O | Bootshaus   |                                 | 35632671 |      |

### Gruppe: St. Johannis
| Lage                                | Bezeichnung  | Beschreibung | ID       | Bild |
| ----------------------------------- | ------------ | --- | -------- | ---- |
| Am Brink 53° 11′ 16″ N, 8° 0′ 18″ O | St.-Johannes | Romanische Saalkirche aus 12. Jh. mit Westturm, Westteil mit Granitquadermauerwerk. Turmobergeschosse und Erweiterung / Aufstockung des Schiffes in 2. Hälfte 13. Jh. in Backsteinbauweise. Im frühen 15. Jh. Anbau rechteckiger Chor mit geradem Abschluss, dort Spitzbogenblenden. An Ost- und Südseite historistische Anbauten von 1888. Turm dreigeschossig, im OG gekuppelte, rundbogige Schallöffnungen unter Satteldach; Dachreiter von 1736. Mit Aufstockung erfolgte Einwölbung des flachgedeckten Kirchenschiffes mit Domikalgewölbe, Chorraum schließt mit zwei Kreuzrippengewölben, die zwei romanischen Westjoche mit Wandpfeilern, Gurt- und Schildbögen. Malereireste an den Gewölbe, in Ostkappe des Chores „Jüngstes Gericht“. Ausstattung: 1525 figurenreicher Kreuzigungsaltar vom Meister von Osnabrück; weitere Ausstattung aus dem 17. Jh.: 1653 Kanzel von Tönnies Mahler aus Leer; 1662 Emporen, Brüstungen 1745 mit Szenen aus alten und neuen Testament (Dierk Krüger). Orgelprospekt von 1831. | 35629220 |      |
| Am Brink 53° 11′ 14″ N, 8° 0′ 17″ O | Glockenturm  | Dreigeschossiger Backsteinbau unter Satteldach mit Treppengiebel und verputzten Blendöffnungen. Im EG mit Tordurchfahrt, zweites Geschoss mit Blendfenstern und im OG Glockenstube mit offenen Rundbogenöffnungen und Treppengiebel. Erbaut 1469. | 35629247 |      |
| Am Brink 53° 11′ 16″ N, 8° 0′ 20″ O | Friedhof     | Friedhof mit Einfriedung und älteren Grabsteinen. | 35629272 | BW   |

### Gruppe: Zwillingsvillen
Die Gruppe hat die ID 35625392. Zwei in Lage und Baukörper symmetrisch aufeinander bezogene Villen auf großem Grundstück mit gemeinsamer mittiger Zufahrt.

| Lage                                             | Bezeichnung | Beschreibung | ID       | Bild           |
| ------------------------------------------------ | ----------- | --- | -------- | -------------- |
| Auf dem Hohen Ufer 14 53° 11′ 12″ N, 8° 0′ 32″ O | Villa       | Zweigeschossiger kubischer Putzbau auf hohem Sockel mit dreigeschossigem Eckturm im Westen, kleinen Parterre-Erkern und Balkonen. Repräsentative klassizistische Stuckgliederung. 1909 errichtet. | 35629481 | Weitere Bilder |
| Auf dem Hohen Ufer 16 53° 11′ 12″ N, 8° 0′ 33″ O | Villa       | Zweigeschossiger kubischer Putzbau auf hohem Sockel mit dreigeschossigem Eckturm im Osten, kleinen Parterre-Erkern und Balkonen. Repräsentative klassizistische Stuckgliederung. 1909 errichtet.  | 35629507 | Weitere Bilder |

### Gruppe: Gut Eyhausen
Die Gruppe hat die ID 35625428. Gutsanlage in rechteckiger Umgräftung mit Zufahrtsallee.Südlich des Herrenhauses zwei die Hofeinfahrt flankierende Wirtschaftsgebäude. Im Norden parkartiger Garten.

| Lage                                          | Bezeichnung        | Beschreibung | ID       | Bild |
| --------------------------------------------- | ------------------ | --- | -------- | ---- |
| Eyhauser Allee 11 53° 11′ 15″ N, 7° 59′ 20″ O | Herrenhaus         | Zweigeschossiger Putzbau unter traufständigem Krüppelwalmdach. Ungegliederte, fünfachsige Fassade mit mittigem Eingang. Im Kern von 1711, 1805 umgebaut, dabei Fachwerkobergeschoss massiv erneuert. Innenausstattung zum Teil noch bauzeitlich, im EG von 1932 (Klinkerkamin) erhalten. | 35629689 |      |
| Eyhauser Allee 11 53° 11′ 14″ N, 7° 59′ 19″ O | Wirtschaftsgebäude | Massives Wirtschaftsgebäude in Ziegelmauerwerk, westlich die Hofeinfahrt flankierend. Erbaut nach Abbruch des Vorgängerbaus (Fachwerkscheune) um 1950, Einliegerwohnung 1991. | 35631905 | BW   |
| Eyhauser Allee 11 53° 11′ 14″ N, 7° 59′ 21″ O | Wirtschaftsgebäude | Doppelgiebelgebäude in Ziegelmauerwerk. Sowohl Quer- als auch Längseinfahrten. Im Kern 1833 als Wohn-/ Wirtschaftsgebäude errichtet. | 35629718 | BW   |
| Eyhauser Allee 11 53° 11′ 15″ N, 7° 59′ 22″ O | Garten             | | 35632696 | BW   |
| Eyhauser Allee 11 53° 11′ 17″ N, 7° 59′ 21″ O | Graft              | Umlaufende, exakt rechteckige Graft umgibt die im 17. Jh. regelmäßig angelegten Gutsanlage Eyhausen und ist von altem Baumbestand gesäumt. | 35632379 | BW   |
| Eyhauser Allee 11 53° 11′ 12″ N, 7° 59′ 19″ O | Allee              | | 35632575 | BW   |

### Einzelbaudenkmale
| Lage                                            | Bezeichnung               | Beschreibung | ID       | Bild           |
| ----------------------------------------------- | ------------------------- | --- | -------- | -------------- |
| Am Brink 6 53° 11′ 15″ N, 8° 0′ 13″ O           | Haus Feldhus              | Hallenhaus mit Außenmauern in Ziegelbauweise unter giebelständigem Krüppelwalmdach. An der Südwestseite bündig mit dem Wirtschaftsgiebel Stallanbau. Laut Balkeninschrift 1769 errichtet. | 35629197 |                |
| Auf dem Hohen Ufer 19 53° 11′ 9″ N, 8° 0′ 27″ O | Villa Gleimius            | Zweigeschossiger Putzbau auf hohem Sockelgeschoss über annähernd quadratischem Grundriss unter Mansarddach. Fassadengliederung mit rustizierten Ecklisenen, im OG aufgeputzte Festons und Medaillons. An Nordseite (Seeseite) Wintergarten mit filigranen Metallsprossen. Um 1900 errichtet mit bauzeitlichem Eisenzaun.                                                                  | 35629560 |                |
| Auf dem Hohen Ufer 20 53° 11′ 6″ N, 8° 0′ 37″ O | Kurhaus                   | Am See gelegener langgestreckter zweigeschossiger Putzbau mit repräsentativer Stuckgliederung. Erhöhter Mitteltrakt, westlich Kursaal mit Rundbogenfenster, Eckturm. Erbaut 1873/74 von Ludwig Klingenberg als Sanatorium, ab 1895 Sanatorium Niemöller; Ausmalung und wandfeste Innenausstattung, wurde auch als Kurhaus und Restaurant betrieben.                                       | 35629583 | Weitere Bilder |
| Auf dem Hohen Ufer 20 53° 11′ 8″ N, 8° 0′ 39″ O | Parkgrundstück            | Parkanlage mit offenen Rasenpartien und rahmenden alten Baumbestand, wird durch Rundweg und von Schmuckbeeten flankierte Mittelachse erschlossen und reicht im Norden bis an das Zwischenahner Meer. | 35632427 | Weitere Bilder |
| Brummerforth 26 53° 10′ 45″ N, 8° 0′ 36″ O      | Wohnhaus                  | Eingeschossiger Ziegelbau unter Mansard-Vollwalmdach. Fenster in leicht zurückliegenden Feldern. Im Mansardgeschoss an Westseite drei Dachhäuser, an Südseite Austritt über dreiseitigem Erker. Eingang mit Freitreppe an Ostseite. Um 1925/30 errichtet. Gartengrundstück mit Kastanien und bauzeitlicher Einfriedung: Ziegelmauer und -pfeiler mit dazwischenliegenden Holzzaunflächen. | 35629635 |                |
| Dränkweg 4 53° 11′ 6″ N, 8° 0′ 26″ O            | Wasserturm                | Ein sich nach oben verjüngender Klinkerbau. An Südseite Eingang mit Stufenportal, darüber mittig vertikale Ziegelbänder. Die übrigen Wände bis auf wenige rundbogige Öffnungen ungegliedert. 1938 von Fritz Höger errichtet. | 35629662 | Weitere Bilder |
| In der Horst 25 53° 10′ 59″ N, 8° 0′ 49″ O      | Wohnhaus                  | Eingeschossiger Putzbau auf Sockelgeschoss unter giebelständigem Satteldach. Giebeldreieck mit Zierfachwerk. Wohnhaus von Heinrich Sandstede (1859-1951), Mitbegründer des Freilichtmuseums. | 35629774 |                |
| Lange Straße 1 53° 11′ 12″ N, 8° 0′ 11″ O       | Wohnhaus                  | Eineinhalbgeschossiger Ziegelbau unter traufständigem Satteldach. Dreiachsige Fassade mit zweigeschossigem Mittelrisalit, mittig Eingang mit Rundbogenöffnung, Portal und Fenster im OG durch Putzornamente zusammengefasst; Ecklisenen, Gesimse und Fensterumrandungen in Stuck ausgebildet. Um 1905 errichtet.                                                                          | 35629797 |                |
| Lange Straße 39 53° 11′ 5″ N, 7° 59′ 51″ O      | Wohnhaus                  | Eineinhalbgeschossiger Putzbau unter giebelständigem Satteldach. Vierachsige Fassade mit polygonalem Altan an der rechten Seite des Erdgeschosses. Reiches Baudekor u.a. in Form von umlaufenden Gesimsen, Pilastergliederung an Erkern und profilierten Fensterrahmungen. Weiterer polygonaler Altan an westlicher Traufseite. Ende 19. Jh. errichtet.                                   | 35630780 |                |
| Speckener Weg 14 53° 10′ 46″ N, 8° 0′ 51″ O     | Wohn-/ Wirtschaftsgebäude | Zweiständerbau unter Krüppelwalmdach, teilweise in Reet gedeckt. Außenwände in Fachwerk, in 1. Hälfte 19. Jh. errichtet, eventuell mit älteren Konstruktionshölzern in Zweitverwendung. Wohnbereich längs in zwei Einheiten geteilt. | 35629966 |                |
| Unter den Eichen 13 53° 10′ 58″ N, 8° 1′ 12″ O  | Wohnhaus                  | Eingeschossiger Putzbau unter traufständigem Krüppelwalmdach; dreiachsige Fassade mit mittigem zweigeschossigen Risalit unter giebelständigem Krüppelwalmdach, OG mit Zierfachwerk. Im EG dreiseitiger Erker vorgelegt. Fensterumrahmungen und Baudekor (Festons) in Stuck. Veranda an Westseite. Um 1910 errichtet.                                                                      | 35630119 |                |

## Dreibergen

### Gruppe: Hof Schwengels
Die Gruppe hat die ID 35626471. Hofanlage mit Hallenhaus, Stellmacherei und Nebengebäude.

| Lage                                            | Bezeichnung               | Beschreibung | ID       | Bild |
| ----------------------------------------------- | ------------------------- | --- | -------- | ---- |
| Dreiberger Straße 31 53° 12′ 46″ N, 8° 1′ 42″ O | Wohn-/ Wirtschaftsgebäude | Hallenhaus unter reetgedecktem Krüppelwalmdach mit Außenwänden in Ziegelbauweise, Wirtschaftsgiebel in Fachwerk. | 5631986  |      |
| Dreiberger Straße 31 53° 12′ 46″ N, 8° 1′ 41″ O | Werkstatt                 | Stellmacherei, eingeschossiger Ziegelbau unter traufständigem Satteldach.                                        | 35632015 | BW   |
| Dreiberger Straße 31 53° 12′ 46″ N, 8° 1′ 42″ O | Nebengebäude              | Eingeschossiges Gebäude mit holzverschaltem Giebel unter traufständigem Satteldach.                              | 35632044 | BW   |

### Einzelbaudenkmale
| Lage                                            | Bezeichnung               | Beschreibung                                                                                 | ID       | Bild |
| ----------------------------------------------- | ------------------------- | -------------------------------------------------------------------------------------------- | -------- | ---- |
| Dreiberger Straße 18 53° 12′ 48″ N, 8° 1′ 44″ O | Wohn-/ Wirtschaftsgebäude | Zweiständerbau in Hochrähmgefüge, Außenwände weitgehend in Fachwerkbauweise mit Steckwalmen. | 35630654 |      |

## Ekern

### Gruppe: Ekernermoor
Die Gruppe hat die ID 35626456. Hofanlage mit Hallenhaus, Stallanbau und einer Fachwerkscheune.

| Lage                                          | Bezeichnung               | Beschreibung | ID       | Bild |
| --------------------------------------------- | ------------------------- | --- | -------- | ---- |
| Ekernermoorstraße 8 53° 9′ 27″ N, 8° 0′ 27″ O | Wohn-/ Wirtschaftsgebäude | Zweiständerbau mit Hochrähmgefüge und durchgezapften Ankerbalken. Außenwände in Backsteinmauerwerk mit schlichter Ziegelziersetzung unter Krüppelwalmdach. Baugebundene Ausstattungselemente wie Türen und Schränke erhalten. An östlicher Traufseite Stallgebäude, über Verbindungsbau mit Hallenhaus verbunden. | 35631930 | BW   |
| Ekernermoorstraße 8 53° 9′ 26″ N, 8° 0′ 27″ O | Nebengebäude              | Fachwerkgebäude mit Ziegelausfachung unter Walmdach mit Quereinfahrt. Südgiebel mit massivem Stallanbau unter Pultdach, straßenseitige Stallerweiterung in Fachwerk unter Dachabschleppung. | 35631960 | BW   |

### Einzelbaudenkmale
| Lage                                           | Bezeichnung               | Beschreibung | ID       | Bild           |
| ---------------------------------------------- | ------------------------- | --- | -------- | -------------- |
| Burgfelder Straße 2 53° 9′ 34″ N, 7° 59′ 26″ O | Wohn-/ Wirtschaftsgebäude | Zweiständerbau in Hochrähmgefüge, Außenwände in Fachwerk, beide Giebel mit Steckwalm. 1777 (ü) errichtet. | 35630271 |                |
| Edewechter Straße 12 53° 9′ 52″ N, 8° 0′ 0″ O  | Mühle                     | Galerieholländer in Ziegelmauerwerk mit zweigeschossigem, quadratischem Unterbau, Achtkant in verputztem Ziegelmauerwerk. Innenkonstruktion in Stahlbeton. Dieselmotor von 1928 mit Antriebselementen im Anbau erhalten. | 35630323 | Weitere Bilder |
| Im Schlitter 10 53° 9′ 45″ N, 7° 59′ 0″ O      | Wohn-/ Wirtschaftsgebäude | Zweiständerbau in Hochrähmgefüge, Außenwände in Fachwerk, Reetdeckung mit Steckwalmen. Datiert 1819, Innengerüst vermutlich älter. Vor südlicher Traufseite: ziegelgemauerter Wippbrunnen.                               | 35630352 | BW             |

## Halfstede

### Gruppe: Hof Oeltjen
Die Gruppe hat die ID 35625445. Anlage unter hohem Baumbestand (vorwiegend Eichen). Hofraum mit Feldsteinpflasterung, Zufahrt mit Ziegelpflasterung. Hallenhaus aus dem späten 17. Jh. Zu den zwei Nebengebäude aus dem 17. und 18. Jh. kamen 1856 bzw. 1889 zwei Gulfscheunen hinzu. Melkerhaus.

| Lage                                             | Bezeichnung               | Beschreibung | ID       | Bild |
| ------------------------------------------------ | ------------------------- | --- | -------- | ---- |
| Wiefelsteder Straße 60 53° 12′ 6″ N, 8° 2′ 27″ O | Wohn-/ Wirtschaftsgebäude | Zweiständerbau in Unterrähmzimmerung, Luchtbalken von 1691. Wirtschaftsgiebel in Fachwerkbauweise mit vorkragendem Giebeltrapez, Knaggen von 1695. Torwand 1854 in Fachwerkbauweise erneuert. | 35630484 |      |
| Wiefelsteder Straße 60 53° 12′ 6″ N, 8° 2′ 28″ O | Scheune                   | Gulfscheune, Ziegelbau mit Lisenen- u. Gesimsgliederung. 1889 errichtet. | 35630610 | BW   |
| Wiefelsteder Straße 60 53° 12′ 5″ N, 8° 2′ 31″ O | Zufahrt                   | Hofpflaster und gepflasterte Allee aus Eichen und Kastanien | 35632307 | BW   |
| Wiefelsteder Straße 60 53° 12′ 6″ N, 8° 2′ 26″ O | Remise                    | Einfacher Fachwerk-Wandständerbau mit eingehälsten Ankerbalken, im 19. Jh. errichtet. | 35630585 | BW   |
| Wiefelsteder Straße 60 53° 12′ 5″ N, 8° 2′ 27″ O | Scheune                   | Hoher Wandständerbau in Hochrähmzimmerung mit durchgezapften Ankerbalken, 1856 erbaut, zahlreiche Gefügeteile in Zweitverwendung.                                                             | 35630535 | BW   |
| Wiefelsteder Straße 60 53° 12′ 6″ N, 8° 2′ 27″ O | Speicher                  | Fachwerk-Wandständerbau. Hochrähmzimmerung mit durchgezapften Ankerbalken. Im 17. Jh. errichtet.                                                                                              | 35630510 | BW   |
| Wiefelsteder Straße 60 53° 12′ 5″ N, 8° 2′ 28″ O | Nebengebäude              | Wandständerbau mit eingehälsten Ankerbalken, Steckwalm. 1743 errichtet. | 35630560 | BW   |

## Kayhausen

### Gruppe: Ahrenshof
Die Gruppe hat die ID 35625411. Am Ende einer Zufahrtsallee gelegene Hofstelle mit giebelständigem Wohn-/ Wirtschaftsgebäude und firstparallel dazu Nebengebäude (Speicher).

| Lage                                 | Bezeichnung               | Beschreibung | ID       | Bild |
| ------------------------------------ | ------------------------- | --- | -------- | ---- |
| Burgweg 7 53° 10′ 59″ N, 8° 1′ 31″ O | Wohn-/ Wirtschaftsgebäude | Zweiständerbau in Hochrähmgefüge unter Reetdachdeckung. Außenwände in Ziegelmauerwerk, Dielentor mit Korbbogen. Um 1800 unter Verwendung eines älteren Gerüsts errichtet. | 35630727 |      |
| Burgweg 7 53° 10′ 59″ N, 8° 1′ 30″ O | Speicher                  | Fachwerk-Wandständerbau in Hochrähmgefüge mit durchgezapften Ankerbalken unter Reeteindeckung.                                                                            | 35630755 |      |
| Burgweg 7 53° 10′ 55″ N, 8° 1′ 34″ O | Allee                     | Zufahrtsallee | 35629070 |      |

### Gruppe: Scholjegerdes
Die Gruppe hat die ID 35625651. Hofanlage bestehend aus Haupthaus, Speicher und 2 Nebengebäuden.

| Lage                                             | Bezeichnung               | Beschreibung                                | ID       | Bild |
| ------------------------------------------------ | ------------------------- | ------------------------------------------- | -------- | ---- |
| Oldenburger Straße 43 53° 10′ 50″ N, 8° 1′ 39″ O | Wohn-/ Wirtschaftsgebäude | Hallenhaus, teilweise mit Reetdeckung       | 35630803 |      |
| Oldenburger Straße 43 53° 10′ 50″ N, 8° 1′ 38″ O | Stallgebäude              | Fachwerkbau unter Krüppelwalmdach           | 35630857 |      |
| Oldenburger Straße 43 53° 10′ 50″ N, 8° 1′ 38″ O | Speicher                  | Fachwerkgebäude unter Satteldach            | 35630857 |      |
| Oldenburger Straße 43 53° 10′ 51″ N, 8° 1′ 37″ O | Remise                    | offene Ständerkonstruktion unter Satteldach | 35630884 |      |

## Rostrup

### Gruppe: Westersteder Str. 16
Die Gruppe hat die ID 35625573. Hofanlage mit kleinem Haupthaus, seitlich schräg gestelltem Nebengebäude, hohem Baumbestand und kleinem Garten.

| Lage                        | Bezeichnung               | Beschreibung | ID       | Bild |
| --------------------------- | ------------------------- | --- | -------- | ---- |
| 53° 11′ 44″ N, 7° 58′ 38″ O | Wohn-/ Wirtschaftsgebäude | Hof Klapproth. Ehem. Rauchhaus. Zweiständer-Fachwerkbau in Hochrähmgefüge unter Reetdeckung, beide Giebel mit Steckwalm. Historische Raumaufteilung, Kammerfach und Flett erhalten. Datiert 1799. | 35631295 | BW   |
| 53° 11′ 45″ N, 7° 58′ 38″ O | Garten                    | Historische Gartenanlage des Hofs Klapproth mit altem Baumbestand. | 35632476 | BW   |

### Gruppe: Weberweg 30
Die Gruppe hat die ID 35625636. Haupthaus mit rechtwinklig zum Wirtschaftshof zugeordnetem jüngerem Nebengebäude.

| Lage                                    | Bezeichnung               | Beschreibung | ID       | Bild |
| --------------------------------------- | ------------------------- | --- | -------- | ---- |
| Weberweg 30 53° 11′ 50″ N, 7° 58′ 49″ O | Wohn-/ Wirtschaftsgebäude | Zweiständerbau mit Außenwänden in Fachwerkbauweise mit Ziegelausfachung, Reetdeckung mit Steckwalmen. Gut ablesbarer Flettdielengrundriss mit Kammerfach. Rechte Lucht offen. | 35631219 |      |
| Weberweg 30 53° 11′ 50″ N, 7° 58′ 49″ O | Nebengebäude              | Fachwerkgebäude mit Ziegelausfachung und außermittiger Längsdurchfahrt. | 35631244 |      |

### Gruppe: Villa Klingenberg
Die Gruppe hat die ID 50924295. Auf einem großen Gartengrundstück am Zwischenahner Meer gelegene Villa von 1913 Gartenpavillon und Brunnen. Gelände zum See hin abfallend.

| Lage                                       | Bezeichnung      | Beschreibung | ID       | Bild |
| ------------------------------------------ | ---------------- | --- | -------- | ---- |
| Bachstelzenweg 6 53° 12′ 7″ N, 8° 0′ 14″ O | Villa            | Eingeschossiger Klinkerbau unter hohem Mansard-Walmdach; Seeseite symmetrisch mit Gartensaal-Risalit gegliedert, der Risalit mit Mansard-Walmdach mit großen Rundbogenöffnungen und vorgelegter Terrasse, die direkten Gartenzugang ermöglicht. Rückwärtiger Flügel mit Balkon. 1913 von Ludwig Klingenberg errichtet. | 35631141 |      |
| Bachstelzenweg 6 53° 12′ 8″ N, 8° 0′ 16″ O | Gartengrundstück | | 35632549 | BW   |
| Bachstelzenweg 6 53° 12′ 5″ N, 8° 0′ 13″ O | Pavillon         | Ziegelbau mit Granitquadern über oktogonalem Grundriss unter Zeltdach. | 35632599 |      |

### Einzelbaudenkmale
| Lage                                               | Bezeichnung               | Beschreibung | ID       | Bild |
| -------------------------------------------------- | ------------------------- | --- | -------- | ---- |
| Seestraße 2 53° 11′ 34″ N, 7° 59′ 20″ O            | Hisje-Hof                 | Hallenhaus mit firstparallel stehender Scheune, durch Querbau verbunden. Zweiständerbauten mit reetgedeckten Krüppelwalmdächern. Außenwände in Ziegelbauweise mit Gliederung durch umlaufendes Gesims; inschriftlich 1866 datiert. Baumbestand (u.a. Eichen) | 35631191 |      |
| Westersteder Straße 12 53° 11′ 38″ N, 7° 58′ 40″ O | Wohn-/ Wirtschaftsgebäude | Hallenhaus unter Krüppelwalmdach. Außenwände in Ziegelmauerwerk, Fenster z.T. mit Holzblockrahmen, korbbogiges Dielentor. Zweiständerbau datiert 1859. | 35631269 | BW   |

## Wehnen

### Gruppe: Gesamtanlage LKH
Die Gruppe hat die ID 35625511. Der 1856 eingeweihte Kernbau nach Entwurf von Hero Diedrich Hillerns mit dreigeschossigem Mitteltrakt, mit Verwaltung, (Speise-)Saal, Betsaal und Direktorenwohnung und zweigeschossigen Seitenflügeln ist von Grünanlage umgeben. Ab 1888 um sechs Bettenhäusern erweitert. Nordwestlich Wirtschaftshof. Östlich drei Wohnhäuser. 1909 zwei weitere Bettenhäuser im neobarocken Stil hinzu. Zur Anlage gehören Leichenhalle (Gedenkstätte für die Opfer des Nationalsozialismus), Wasserturm und Trafostation. Adresse für alle Gebäude: Hermann-Ehlers-Straße 7.

| Lage                       | Bezeichnung                            | Beschreibung | ID       | Bild |
| -------------------------- | -------------------------------------- | --- | -------- | ---- |
| 53° 10′ 11″ N, 8° 8′ 25″ O | Hauptgebäude                           | Großer mehrgliedriger Ziegelbau mit dreigeschossigem Mitteltrakt (u.a. Verwaltung) und niedrigeren Bettenflügeln. 1854-1858 nach Entwürfen von dem Architekten Hero Diedrich Hillerns. Ursprünglich als 3-Flügelanlage mit eingeschossige Zellentrakten errichtet, die 1911 und 1913/14 abgebrochen wurden. | 35631393 |      |
| 53° 10′ 12″ N, 8° 8′ 30″ O | Franz-Nissl-Haus, Frauenhaus D         | 1891 erbaut | 35631443 |      |
| 53° 10′ 8″ N, 8° 8′ 25″ O  | Haus Dora 1                            | 1891 als Männerhaus D erbaut. | 35631538 |      |
| 53° 10′ 6″ N, 8° 8′ 24″ O  | Karl-Jaspers-Haus, Malerwerkstatt      | Ziegelbau unter Satteldach: 1858 errichtet und 1903 erweitert. | 35631370 | BW   |
| 53° 10′ 12″ N, 8° 8′ 20″ O | Wäscherei                              | Zweigeschossiger Ziegelbau, 1907 errichtet. | 35631633 |      |
| 53° 10′ 13″ N, 8° 8′ 20″ O | Frauenhaus A                           | Zweigeschossiger Ziegelbau unter Satteldach mit Seitenrisaliten. | 35631656 |      |
| 53° 10′ 14″ N, 8° 8′ 17″ O | Paul-Häberlin-Haus, Frauenhaus B       | Eingeschossiger Ziegelbau unter Satteldach | 35631679 |      |
| 53° 10′ 14″ N, 8° 8′ 16″ O | Haus Beate 1                           | Zweigeschossiger Ziegelbau auf Sockelgeschoss. | 35631702 |      |
| 53° 10′ 13″ N, 8° 8′ 14″ O | Männerhaus C                           | Zweigeschossiger Ziegelbau. | 35631564 |      |
| 53° 10′ 12″ N, 8° 8′ 15″ O | Carl-Gustav-Jung-Haus, Männerhaus B    | Eingeschossiger Ziegelbau mit zweigeschossigen Seitenrisaliten | 35631587 | BW   |
| 53° 10′ 11″ N, 8° 8′ 17″ O | Wilhelm-Meyer-Gross-Haus, Männerhaus A | 1889/90 errichtet | 35631610 |      |
| 53° 10′ 17″ N, 8° 8′ 16″ O | Ludwig-Binswanger-Haus                 | 1892 als Männerhaus E erbaut. | 35631774 | BW   |
| 53° 10′ 18″ N, 8° 8′ 15″ O | Therapiehof                            | Ziegelbau | 35631751 |      |
| 53° 10′ 18″ N, 8° 8′ 16″ O | Scheune                                | Große Gulfscheune in Ziegelbauweise, dat. 1914. | 35631725 | BW   |
| 53° 10′ 11″ N, 8° 8′ 31″ O | Ambulanz                               | 1889/90 als Beamtenwohnhaus errichtet. | 35631469 |      |
| 53° 10′ 9″ N, 8° 8′ 30″ O  | Max-Weber-Haus                         | 1889/90 als Beamtenwohnhaus errichtet. | 35631492 |      |
| 53° 10′ 8″ N, 8° 8′ 28″ O  | Haus Dora 2                            | 1889/90 als Beamtenwohnhaus errichtet. | 35631515 | BW   |
| 53° 10′ 12″ N, 8° 8′ 23″ O | Wasserturm                             | Dreieinhalbgeschossiger Backsteinturm, OG vorkragend. | 50964891 |      |
| 53° 10′ 13″ N, 8° 8′ 22″ O | Trafohaus                              | Backsteinbau, 1907 errichtet. | 50964938 | BW   |
| 53° 10′ 10″ N, 8° 8′ 19″ O | Leichenhalle                           | Die Alte Pathologie Wehnen ist ein eingeschossiger Backsteinbau unter Satteldach. | 50964963 |      |
| 53° 10′ 19″ N, 8° 8′ 26″ O | Kurt-Schneider-Haus                    | Zweigeschossiger, langgestreckter Putzbau mit zweieinhalbgeschossigen Eckrisaliten. Sechsachsiger Mittelrisalit mit Mansarddach, dort Eingang. 1909 errichtet. | 50966564 |      |
| 53° 10′ 17″ N, 8° 8′ 32″ O | Hermann-Hesse-Haus                     | Zweigeschossiger, zehnachsiger Putzbau unter Walmdach. Fassade mit dreigeschossigem Mittelturm unter neobarocker Haube, Anfang 20. Jh. errichtet. | 50966720 |      |

### Gruppe: Hofanlage I
Die Gruppe hat die ID 35625479. Anlage unter hohem Baumbestand, aus einem Hallenhaus von 1805 und einer Fachwerkscheune bestehend.

| Lage                                               | Bezeichnung               | Beschreibung | ID       | Bild |
| -------------------------------------------------- | ------------------------- | --- | -------- | ---- |
| Hermann-Ehlers-Straße 11 53° 10′ 19″ N, 8° 8′ 6″ O | Wohn-/ Wirtschaftsgebäude | Vierständerähnlicher Ziegelbau unter Halbwalmdach. Fenster mit gefächerten Stürzen, korbbogiges Dielentor. 1805 errichtet, Kammerfach erneuert, rechts Stallflügel vom Ende des 19. Jh. | 35631851 | BW   |
| Hermann-Ehlers-Straße 11 53° 10′ 19″ N, 8° 8′ 5″ O | Scheune                   | Fachwerk-Wandständerbau mit eingehälsten Dachbalken, Versteifung durch kleine Kopfbänder, Halbwalmdach. Wohl 1. Hälfte 19. Jh. errichtet.                                               | 35631879 | BW   |

### Gruppe: Hofanlage II
Die Gruppe hat die ID 35625496. Großzügige Anlage unter hohem Baumbestand, aus Wohnhaus und Gulfscheune von 1924 bestehend.

| Lage                                              | Bezeichnung | Beschreibung | ID       | Bild |
| ------------------------------------------------- | ----------- | --- | -------- | ---- |
| Hermann-Ehlers-Straße 9 53° 10′ 17″ N, 8° 8′ 9″ O | Scheune     | Große Gulfscheune mit Längsdurchfahrt unter Krüppelwalmdach. Schlichter Ziegelbau mit Gesimsgliederung. 1924 errichtet. | 35631826 | BW   |
| Hermann-Ehlers-Straße 9 53° 10′ 17″ N, 8° 8′ 8″ O | Wohnhaus    | eingeschossiger Ziegelbau unter Satteldach mit Gesimsgliederung. Um 1925 errichtet.                                     | 35631800 | BW   |

### Einzelbaudenkmale
| Lage                                               | Bezeichnung               | Beschreibung | ID       | Bild |
| -------------------------------------------------- | ------------------------- | --- | -------- | ---- |
| Alte Dorfstraße 34 53° 10′ 4″ N, 8° 9′ 1″ O        | Schule                    | Zweiflügeliger, eingeschossiger Ziegelbau unter Satteldächern; Gliederung mit dunkleren Lisenen und Gesimsen. 1903 als zweiklassige Schule mit Lehrerwohnung errichtet. | 35630989 |      |
| August-Hinrichs-Straße 2 53° 10′ 7″ N, 8° 8′ 58″ O | Hof Boedecker             | Ehemaliges Wohn-/ Wirtschaftsgebäude in Klinkerbauweise, mit eingeschossigen, breit gelagerten Wohnteil mit Satteldach, niedrigeren Zwischenbau und eingeschossigen, firstgleich ausgerichteten Wirtschaftsteil mit Halbwalmdach. Außermittig sitzender, mit übergiebeltem Risalit und Laube akzentuierter Eingang auf Südostseite. Gartenseitig weiterer, risalitartiger Nebengiebel, davor Terrasse. Ziegelziersetzungen in Form von Beitelmauerwerk, Quaderungen an Pfeilern der Laube und innerhalb der Brüstungsfelder der Fenster. Binnenstruktur mit Eingangshalle, Mittellängsflur im Südwesten und Haupt- und Nebentreppenhaus erhalten. Wandfeste Ausstattung mit Kamin, Treppen, Terrazzo- und Dielenböden, Innentüren und Einbaumöbeln erhalten. Wohngebäude 1923 (i) errichtet. Nebengebäude von 1952 als Wiederaufbau nach Brand im Jahr 1948. Dachstuhl als Stahlkonstruktion. | 49515970 | BW   |
| Bloher Landstraße 35 53° 9′ 29″ N, 8° 8′ 16″ O     | Wohn-/ Wirtschaftsgebäude | Eingeschossiges Gebäude über u-förmigem Grundriss unter Satteldächern; Wohnteil in Ziegelbauweise mit Ziegelgliederung, im Inneren baugebundene Ausstattung (Treppen, Türen, Böden u.a.) erhalten. Ebenfalls ziegelsichtig zweigeschossiger Wohntrakt (Gesindewohnungen) zwischen Wohnteil und den verputzten Wirtschaftsflügeln. Mittlerer (Südflügel) Flügel Scheune - Westflügel niedriger mit mehreren Einfahrtstoren. 1920/21 errichtet. | 35630172 | BW   |
| Bloher Landstraße 43 53° 9′ 10″ N, 8° 8′ 30″ O     | Wohn-/ Wirtschaftsgebäude | Doppelheuerhaus aus zwei spiegelbildlichen Hallenhaushälften unter Vollwalmdach. Zweiständerbau. Wände überwiegend in Fachwerk. Kammern in der westlichen Kübbung. In erster Hälfte 19. Jh. errichtet. | 35630197 | BW   |
| Kirchstraße 9 53° 10′ 13″ N, 8° 8′ 45″ O           | Kirche                    | Neugotischer, gewölbter Ziegelbau auf kreuzförmigem Grundriss.Gliederung durch Strebepfeiler, Gesimse und sandsteinerne Maßwerkfenster. Zunächst ab 1890 Bau des Kirchenschiffes nach Plänen von Architekt Ludwig Wege und 1901 Abschluss durch Errichtung des Turmes, Spitze 1938 erneuert. | 35631014 |      |

## Außerhalb

### Gruppe: Richtmoorstr.
Die Gruppe hat die ID 35625668.

| Lage                                        | Bezeichnung               | Beschreibung | ID       | Bild |
| ------------------------------------------- | ------------------------- | ------------ | -------- | ---- |
| Richtmoorstraße 2 53° 11′ 5″ N, 8° 4′ 47″ O | Wohn-/ Wirtschaftsgebäude |              | 35629118 |      |
| Richtmoorstraße 2 53° 11′ 6″ N, 8° 4′ 45″ O | Remise                    |              | 35629173 | BW   |

### Einzelbaudenkmale
| Lage                                                           | Bezeichnung               | Beschreibung | ID       | Bild |
| -------------------------------------------------------------- | ------------------------- | --- | -------- | ---- |
| (Klust) Langebrügger Straße 9 53° 13′ 47″ N, 7° 59′ 59″ O      | Wohnhaus                  | Zweiflügeliger, eingeschossiger Ziegelbau über L-förmigem Grundriss. Linker Flügel eineinhalbgeschossige, unter giebelständigem Krüppelwalmdach; rechter Flügel eingeschossig unter traufständigem Satteldach. Gliederung durch schmale Ziegelgesimse und Fensterstürze. 1907 errichtet. | 35630963 |      |
| (Altenkirchen) Zum Herrenholz 12 53° 12′ 58″ N, 8° 1′ 21″ O    | St. Michael               | 1960 nach Plänen von Dietrich Schelling errichteter Ziegelbau: ovaler Kirchenraum mit Gemeinderäumen an Westseite unter Satteldach, im Osten schiffsbugartig hochgezogen, mittig Dachreiter mit spitzem Helm. An Südseite drei hohe, schmale Fenster mit Glasbausteinen aus Chartres. Ausstattung: 1,4 m hohes Kreuz (Zirbelholz) von dem Südtiroler Bildhauer Flavio Pancheri, 1977 schmiedeeiserne Sakristeitür von Gerd Sandstede, Bad Zwischenahn. 2003 nach Norden erweitert (Architekt Arens; Bad Zwischenahn) | 35630704 |      |
| (Aschhausen) Windmühlenstraße 8 53° 11′ 20″ N, 8° 3′ 38″ O     | Wohn-/ Wirtschaftsgebäude | Zweiständerbau. Außenwände in Ziegelmauerwerk, Fenster mit gezahnten Verdachungen. Innengerüst erhalten. Um 1910. | 35630911 |      |
| (Aschhausen) Asreg 8 53° 11′ 35″ N, 8° 2′ 18″ O                | Wohnhaus                  | | 35629095 |      |
| (Aschwege) Burgfelder Straße 55 53° 9′ 30″ N, 7° 58′ 34″ O     | Gulfhaus                  | Gulfhaus mit beidseitig eingerücktem Wohnteil, dieser eineinhalbgeschossig unter giebelständigem Satteldach. Gliederung mit Lisenen, Gesimsen und Fensterverdachungen. 1882 errichtet. | 35630297 | BW   |
| (Elmendorf) Am Denkmal 2 53° 13′ 1″ N, 8° 0′ 32″ O             | Speicher                  | Fachwerk-Wandständerbau mit Hochrähmgefüge und durchgezapften Ankerbalken, unter Satteldach. Giebel mit Kopfbandversteifung und vorkragenden holzverschalten Giebeldreieck. Datiert ins 17./18. Jh. | 35630381 |      |
| (Ohrwege) Querensteder Straße 13 53° 9′ 35″ N, 7° 57′ 18″ O    | Querensteder Mühle        | Galerieholländer mit dreigeschossigem, achteckigem Unterbau in Ziegelbauweise. Achtkant massiv in verputztem Ziegelmauerwerk. Kleiner eingeschossiger Anbau in Ziegelmauerwerk | 35631118 |      |
| (Ohrwegerfeld) Vor dem Kienmoor 12 53° 10′ 33″ N, 7° 56′ 38″ O | Wohn-/ Wirtschaftsgebäude | Zweiständerbau mit Ankerbalkengefüge unter Krüppelwalmdach. 1914 Außenwände in Ziegelbauweise erneuert. | 35631067 |      |
| (Ohrwegerfeld) Kiefernweg 1a 53° 10′ 36″ N, 7° 56′ 11″ O       | Wohn-/ Wirtschaftsgebäude | Zweiständerbau unter Krüppelwalmdach. Wirtschaftsgiebel in Fachwerk, Außenwände ansonsten in Ziegelmauerwerk ausgeführt. In 2. Hälfte 19. Jh. errichtet. | 35631041 | BW   |
| (Petersfehn I) Wildenlohslinie 50 53° 7′ 57″ N, 8° 7′ 31″ O    | Wohn-/ Wirtschaftsgebäude | Zweiständerbau in Unterrähmgefüge (Mitte 19. Jh.) unter Krüppelwalmdach; Außenwände in Ziegelmauerwerk erneuert (Anfang 20. Jh.). | 39923662 | BW   |
| (Petersfehn II) Portsloger Damm 12 53° 8′ 45″ N, 8° 4′ 27″ O   | Wohn-/ Wirtschaftsgebäude | Zweiständerbau unter Halbwalmdach. Außenwände in Fachwerk, in 2. Hälfte 19. Jh. errichtet. | 35631092 | BW   |